# Рентна плата
Рентна плата — загальнодержавний податок в Україні, який сплачується за користування надрами для видобування корисних копалин; за користування надрами в цілях, не пов'язаних з видобуванням корисних копалин; за користування радіочастотним ресурсом України; за спеціальне використання води; за спеціальне використання лісових ресурсів; за транспортування нафти і нафтопродуктів магістральними нафтопроводами та нафтопродуктопроводами, транзитне транспортування трубопроводами аміаку територією України (14.1.217. ПКУ).